# ФК «Крылья Советов» Куйбышев в сезоне 1974
Сезон 1974 — 30-й сезон «Крыльев Советов», в том числе 8-й сезон во втором по значимости дивизионе СССР. По итогам чемпионата команда заняла 4-е место.

## Чемпионат СССР (первая лига)

### Турнирная таблица
| Место | Команда                     | И  | В  | Н  | П  | Мячи  | О  |
| ----- | --------------------------- | -- | -- | -- | -- | ----- | -- |
| 1     | «Локомотив» (Москва)        | 38 | 23 | 7  | 8  | 73-33 | 53 |
| 2     | СКА (Ростов-на-Дону)        | 38 | 21 | 9  | 8  | 64-35 | 51 |
| 3     | «Динамо» (Минск)            | 38 | 21 | 9  | 8  | 60-38 | 51 |
| 4     | «Крылья Советов» (Куйбышев) | 38 | 20 | 8  | 10 | 65-41 | 48 |
| 5     | «Нефтчи» (Баку)             | 38 | 18 | 10 | 10 | 54-32 | 46 |

### Результаты матчей
| 11 апреля 1974 1 тур | «Строитель» (Ашхабад) | 0:0 | «Крылья Советов» (Куйбышев) |  |

| 15 апреля 1974 2 тур | «Памир» (Душанбе) | 1:3 | «Крылья Советов» (Куйбышев) |  |

| 22 апреля 1974 3 тур | «Крылья Советов» (Куйбышев) | 1:0 | «Металлург» (Липецк) |  |

| 26 апреля 1974 4 тур | «Крылья Советов» (Куйбышев) | 2:0 | «Металлург» (Запорожье) |  |

| 02 мая 1974 5 тур | «Спартак» (Ивано-Франковск) | 0:0 | «Крылья Советов» (Куйбышев) |  |

| 06 мая 1974 6 тур | «Таврия» (Симферополь) | 2:0 | «Крылья Советов» (Куйбышев) |  |

| 13 мая 1974 7 тур | «Крылья Советов» (Куйбышев) | 4:1 | «Торпедо» (Кутаиси) |  |

| 17 мая 1974 8 тур | «Крылья Советов» (Куйбышев) | 1:0 | «Нефтчи» (Баку) |  |

| 22 мая 1974 9 тур | СКА (Ростов-на-Дону) | 3:1 | «Крылья Советов» (Куйбышев) |  |

| 30 мая 1974 10 тур | «Кубань» (Краснодар) | 0:0 | «Крылья Советов» (Куйбышев) |  |

| 05 июня 1974 11 тур | «Крылья Советов» (Куйбышев) | 2:2 | «Динамо» (Минск) |  |

| 09 июня 1974 12 тур | «Крылья Советов» (Куйбышев) | 1:0 | «Локомотив» (Москва) |  |

| 15 июня 1974 13 тур | «Уралмаш» (Свердловск) | 1:0 | «Крылья Советов» (Куйбышев) |  |

| 19 июня 1974 14 тур | «Кузбасс» (Кемерово) | 1:0 | «Крылья Советов» (Куйбышев) |  |

| 26 июня 1974 15 тур | «Крылья Советов» (Куйбышев) | 2:0 | «Звезда» (Пермь) |  |

| 06 июля 1974 17 тур | «Шинник» (Ярославль) | 1:1 | «Крылья Советов» (Куйбышев) |  |

| 10 июля 1974 18 тур | «Текстильщик» (Иваново) | 1:2 | «Крылья Советов» (Куйбышев) |  |

| 16 июля 1974 19 тур | «Крылья Советов» (Куйбышев) | 2:1 | «Спартак» (Нальчик) |  |

| 20 июля 1974 20 тур | «Крылья Советов» (Куйбышев) | 6:0 | «Спартак» (Орджоникидзе) |  |

| 25 июля 1974 21 тур | «Нефтчи» (Баку) | 3:1 | «Крылья Советов» (Куйбышев) |  |

| 29 июля 1974 22 тур | «Торпедо» (Кутаиси) | 1:1 | «Крылья Советов» (Куйбышев) |  |

| 05 августа 1974 23 тур | «Крылья Советов» (Куйбышев) | 3:0 | СКА (Ростов-на-Дону) |  |

| 09 августа 1974 24 тур | «Крылья Советов» (Куйбышев) | 1:3 | «Кубань» (Краснодар) |  |

| 15 августа 1974 25 тур | «Динамо» (Минск) | 4:1 | «Крылья Советов» (Куйбышев) |  |

| 19 августа 1974 26 тур | «Локомотив» (Москва) | 3:1 | «Крылья Советов» (Куйбышев) |  |

| 26 августа 1974 27 тур | «Крылья Советов» (Куйбышев) | 3:1 | «Шинник» (Ярославль) |  |

| 30 августа 1974 28 тур | «Крылья Советов» (Куйбышев) | 2:0 | «Текстильщик» (Иваново) |  |

| 06 сентября 1974 29 тур | «Крылья Советов» (Куйбышев) | 3:1 | «Кузбасс» (Кемерово) |  |

| 10 сентября 1974 30 тур | «Крылья Советов» (Куйбышев) | 3:0 | «Уралмаш» (Свердловск) |  |

| 20 сентября 1974 32 тур | «Звезда» (Пермь) | 2:2 | «Крылья Советов» (Куйбышев) |  |

| 28 сентября 1974 33 тур | «Крылья Советов» (Куйбышев) | 2:1 | «Спартак» (Ивано-Франковск) |  |

| 01 октября 1974 34 тур | «Крылья Советов» (Куйбышев) | 3:2 | «Таврия» (Симферополь) |  |

| 07 октября 1974 35 тур | «Металлург» (Липецк) | 0:2 | «Крылья Советов» (Куйбышев) |  |

| 11 октября 1974 36 тур | «Металлург» (Запорожье) | 1:1 | «Крылья Советов» (Куйбышев) |  |

| 18 октября 1974 37 тур | «Крылья Советов» (Куйбышев) | 3:1 | «Строитель» (Ашхабад) |  |

| 22 октября 1974 38 тур | «Крылья Советов» (Куйбышев) | 3:0 | «Памир» (Душанбе) |  |

| 28 октября 1974 39 тур | «Спартак» (Нальчик) | 1:0 | «Крылья Советов» (Куйбышев) |  |

| 01 ноября 1974 40 тур | «Спартак» (Орджоникидзе) | 3:2 | «Крылья Советов» (Куйбышев) |  |

## Кубок СССР

### Результаты матчей
| 06 марта 1974 1/32 финала (первый матч) | «Крылья Советов» (Куйбышев) | 2:0 | «Спартак» (Орджоникидзе) | Сочи                                |
|                                         | Аряпов 3′, ?                |     |                          | Стадион: Центральный Зрителей: 1000 |

| 10 марта 1974 1/32 финала (ответный матч) | «Спартак» (Орджоникидзе) | 1:0 | «Крылья Советов» (Куйбышев) |  |
|                                           | Мозжухин 68′             |     |                             |  |

| 14 марта 1974 1/16 финала (первый матч) | «Днепр» (Днепропетровск) | 5:0 | «Крылья Советов» (Куйбышев) | Сочи                                |
|                                         |                          |     |                             | Стадион: Центральный Зрителей: 5000 |

| 18 марта 1974 1/16 финала (ответный матч) | «Крылья Советов» (Куйбышев) | 1:0 | «Днепр» (Днепропетровск) | Сочи                                |
|                                           | Кораблев 41′                |     |                          | Стадион: Центральный Зрителей: 1000 |